# Luri (cantante)
Lee Su-hyun ( 5 de septiembre de 1996) es una cantante y actriz surcoreana. 

## Carrera
Es conocida como una exconcursante de Produce 101 y como miembro del grupo I. B. I, en el que debutó en el año 2016.
En 2017, se convirtió en copresentadora de Stress Out en Tooniverse.
En el mismo año, ella interpretó a Lee Ha-ra en el drama Happy Talk  como su primer gran papel protagonista.

## Discografía

### Sencillos
| Título      | Año  | Álbum                  |
| ----------- | ---- | ---------------------- |
| "Love Song" | 2017 | Mi Romance Secreto OST |

## Filmografía

#### Reality
| Fecha         | Red        | Título             | Papel        |
| ------------- | ---------- | ------------------ | ------------ |
| 2016          | Mnet       | Producir 101       | concursante  |
| 2016          | Mnet       | The God of Music 2 | elenco       |
| 2016          | JTBC       | Hello I. B. I      | elenco       |
| 2017-presente | Tooniverse | Stress Out         | presentadora |

#### Drama
| Fecha | Red  | Título     | Papel     |
| ----- | ---- | ---------- | --------- |
| 2017  | GSTV | Happy Talk | Lee Ha-ra |